# По той бік (телесеріал)
«По той бік», або «Двійник» (англ. Counterpart) — американський науково-фантастичний трилер за участю Джонатана К. Сіммонсм. Телесеріал був створений Джастіном Марксом і вперше транслювався на кабельній мережі Starz. Серіал тривав 20 серій протягом двох сезонів. Прем'єра відбулася 10 грудня 2017 року, а останній епізод вийшов в ефір 17 лютого 2019 року.

## Сюжет
Говард Сілк, ніжний, тихий офісний працівник, тридцять років працює в агентстві Організації Об'єднаних Націй, що базується в Берліні, — Офісі обміну (ОО). Його позиція занадто низька, аби йому можна було сказати, що насправді передбачає його робота — обмін очевидно безглуздими повідомленнями. OО контролює контрольно-пропускний пункт нижче штаб-квартири між паралельними Світами (світами "Альфа" та "Первинним"). Паралельні Світи були створені у 1987 році під час експерименту в НДР, коли на місці був лише вчений на ім'я Янек. "Альфа-світ" Янека зустрівся зі своїм допельгангером "Первинного світу", і незабаром вони почали вивчати, як розходяться спочатку однакові Світи.
Відмінності між двома світами стають більш вираженими після 1996 року, коли пандемія грипу вбиває сотні мільйонів у первинному світі. Підозрюється, що вірус навмисно доставлений із Альфа-світу, що призвело до напруженого стану, схожого на холодну війну, між двома світами, під час якої використовувались шпигуни та сплячі агенти. Світ "Альфа" продовжує нагадувати наш, однак первинний світ стає зовсім іншим. Говард Шовк — нещадний розвідник. Сюжет загострюються у ході серіалу, коли потужна зловмисна фракція первинного реалізує довго киплячі плани, щоб помститися Альфі.

## Епізоди
| Сезон | Епізоди | Епізоди | Оригінальний показ | Оригінальний показ |
| Сезон | Епізоди | Епізоди | Перший показ       | Останній показ     |
| ----- | ------- | ------- | ------------------ | ------------------ |
| 1     | 10      | 10      | 10 грудня 2017     | 1 квітня 2018      |
| 2     | 10      | 10      | 9 грудня 2018      | 17 лютого 2019     |